# Tarucus
Genre
Tarucus est un genre de lépidoptères (papillons) de la famille des Lycaenidae et de la sous-famille des Polyommatinae.

## Taxonomie
Le genre Tarucus a été décrit par l'entomologiste britannique Frederic Moore en 1881, avec pour espèce type Hesperia theophrastus Fabricius, 1793.

## Répartition
Les espèces du genre Tarucus sont principalement originaires d'Afrique, d'Asie tropicale et du Moyen-Orient.

## Liste des espèces
Selon FUNET Tree of Life (20 juillet 2020) :
- Tarucus theophrastus (Fabricius, 1793) — l'Azuré du jujubier — en Afrique, au Moyen-Orient et dans le Sud de l'Espagne.
- Tarucus nara (Kollar, 1848) — en Inde et au Sri Lanka.
- Tarucus indica Evans, 1932 — en Inde.
- Tarucus ananda (de Nicéville, [1884]) — en Inde, en Birmanie et en Thaïlande.
- Tarucus waterstradti Druce, 1895 — de l'Est de l'Inde à l'Indonésie.
- Tarucus venosus Moore, 1882 — dans le Nord-Ouest de l'Inde et au Bangladesh.
- Tarucus hazara Evans, 1932 — au Pendjab et au Cachemire.
- Tarucus ungemachi Stempffer, 1944 — du Sénégal au Kenya.
- Tarucus kiki Larsen, 1976 — dans le Nord du Nigeria.
- Tarucus legrasi Stempffer, 1948 — du Sénégal à la Somalie.
- Tarucus rosacea (Austaut, 1885) — l'Azuré parme — dans la moitié nord de l'Afrique et au Moyen-Orient.
- Tarucus kulala Evans, 1955 — dans l'Est de l'Afrique.
- Tarucus quadratus Ogilvie-Grant, 1899 — à Socotra.
- Tarucus grammicus (Grose-Smith & Kirby, 1893) — dans l'Est de l'Afrique.
- Tarucus balkanica (Freyer, 1844) — l'Azuré de l'argolou — en Afrique, dans les Balkans, au Moyen-Orient et jusqu'à l'Inde.
- Tarucus sybaris (Hopffer, 1855) — dans le Sud de l'Afrique.
- Tarucus thespis (Linnaeus, 1764) — en Afrique du Sud.
- Tarucus bowkeri (Trimen, 1883) — en Afrique du Sud.
- Tarucus callinara Butler, 1886 — en Inde, en Birmanie et en Thaïlande.
- Tarucus alteratus Moore, 1882 — en Inde.
- Tarucus extricatus Butler, 1886 — en Inde.
- Tarucus bengalensis Bethune-Baker, [1918] — au Bengale.

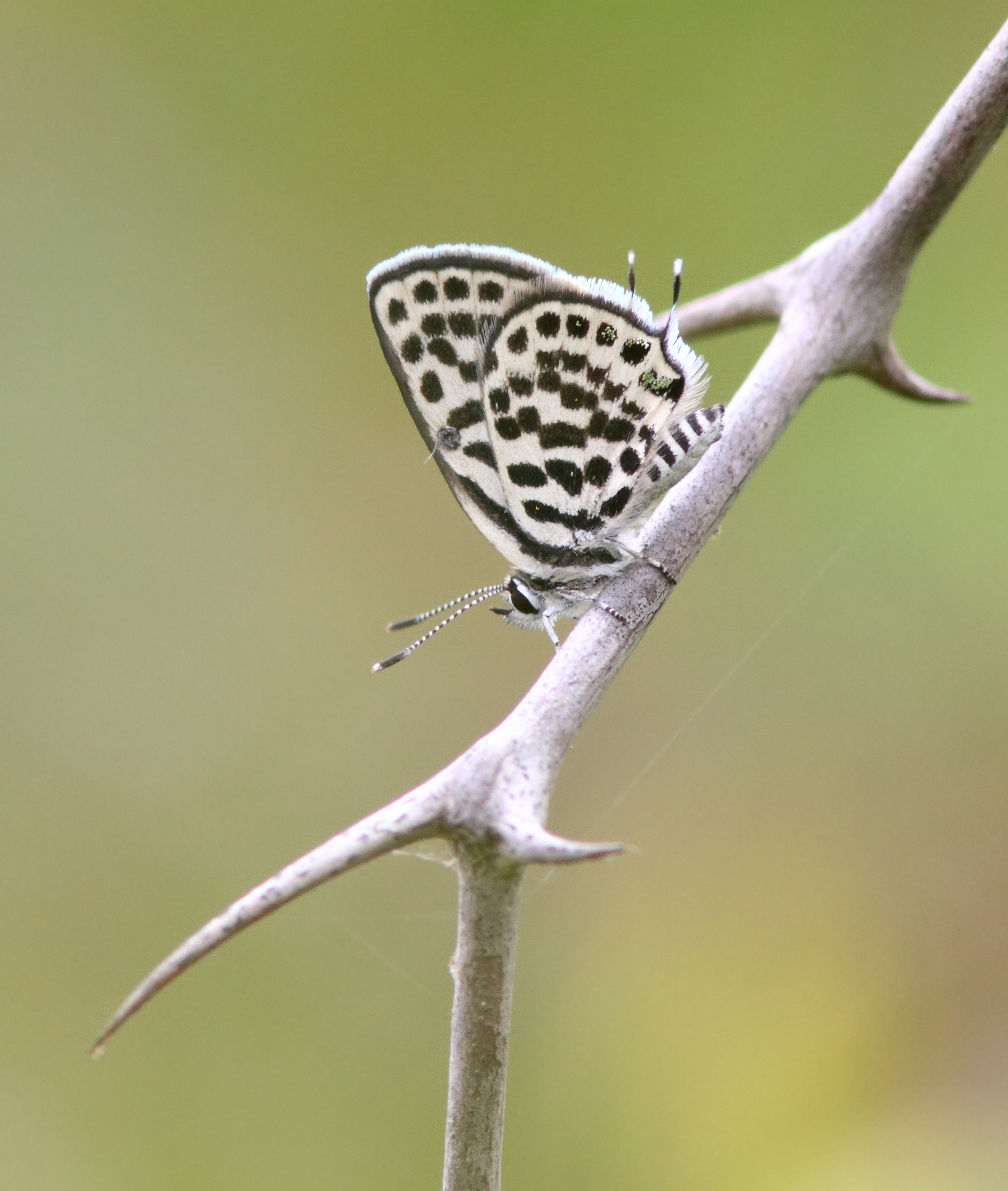
Tarucus theophrastus
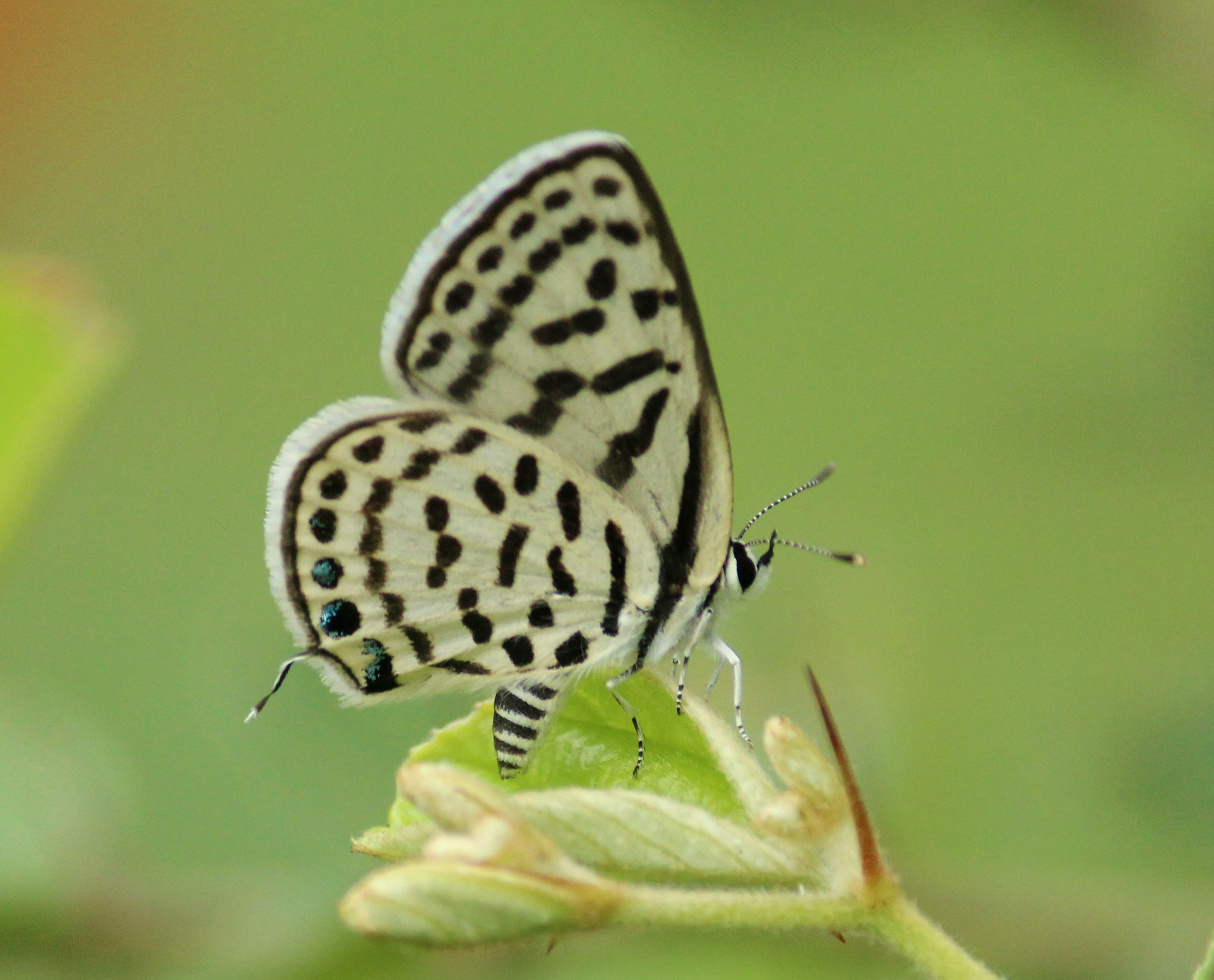
Tarucus nara
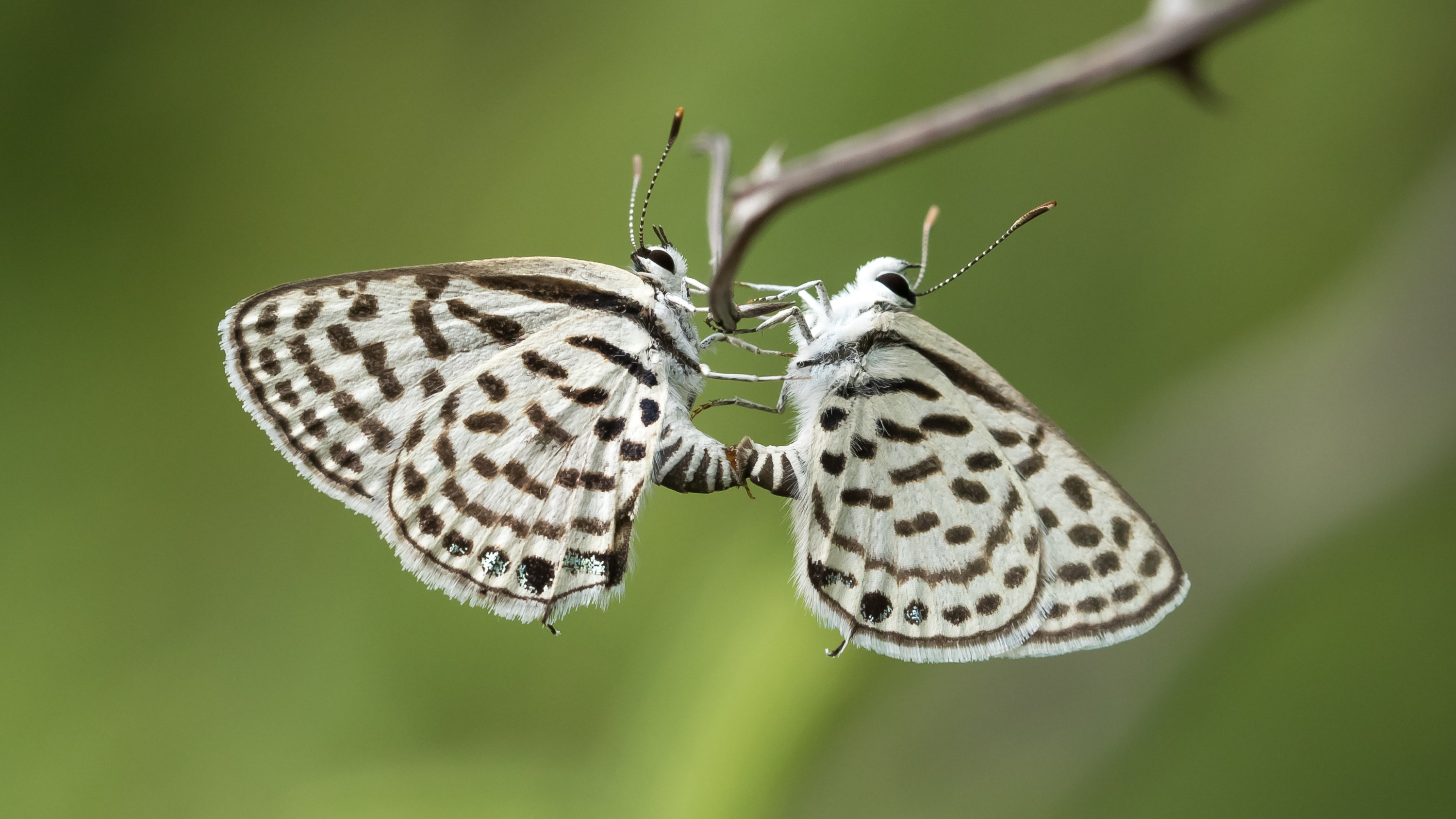
Tarucus indica
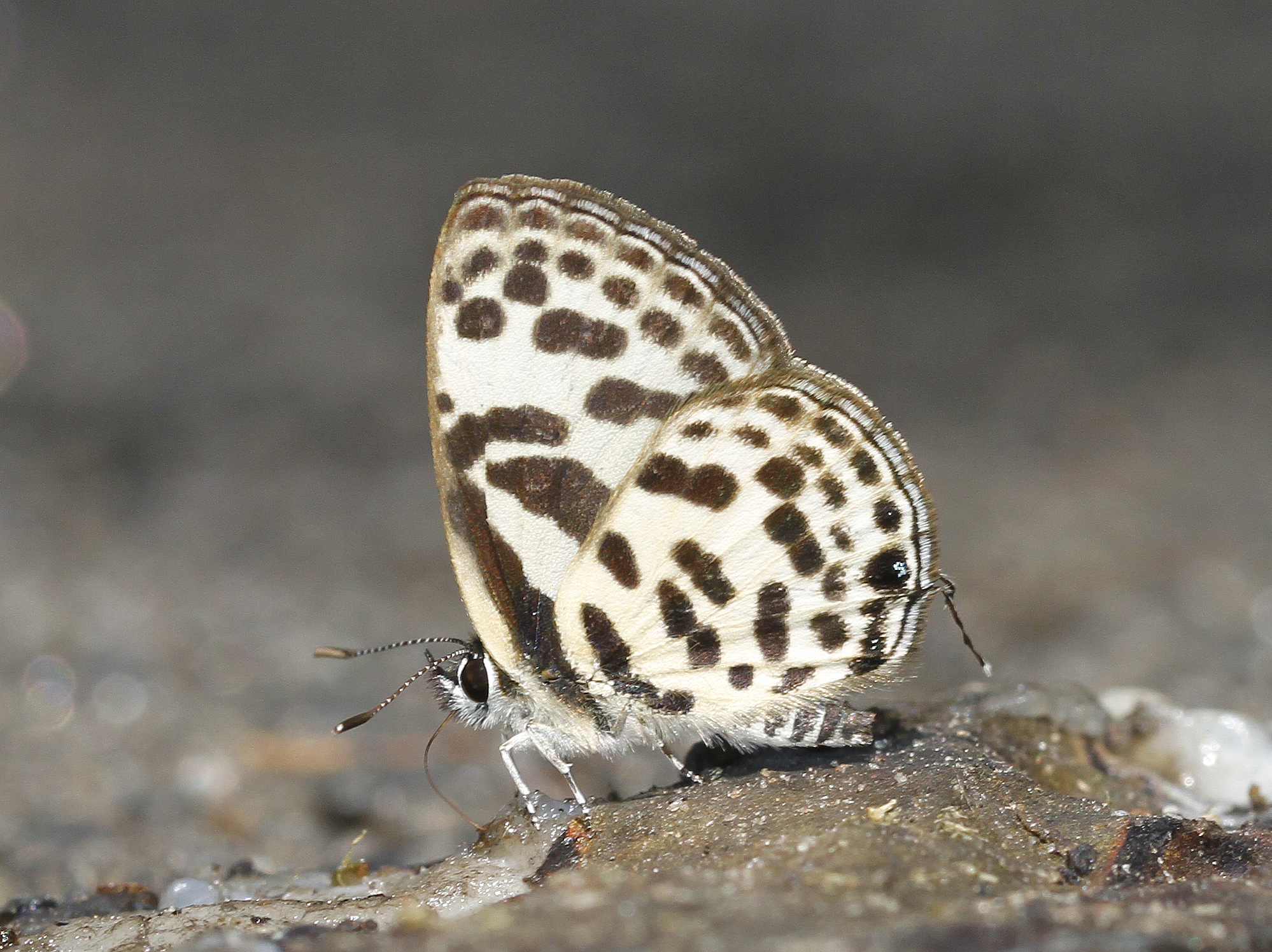
Tarucus ananda
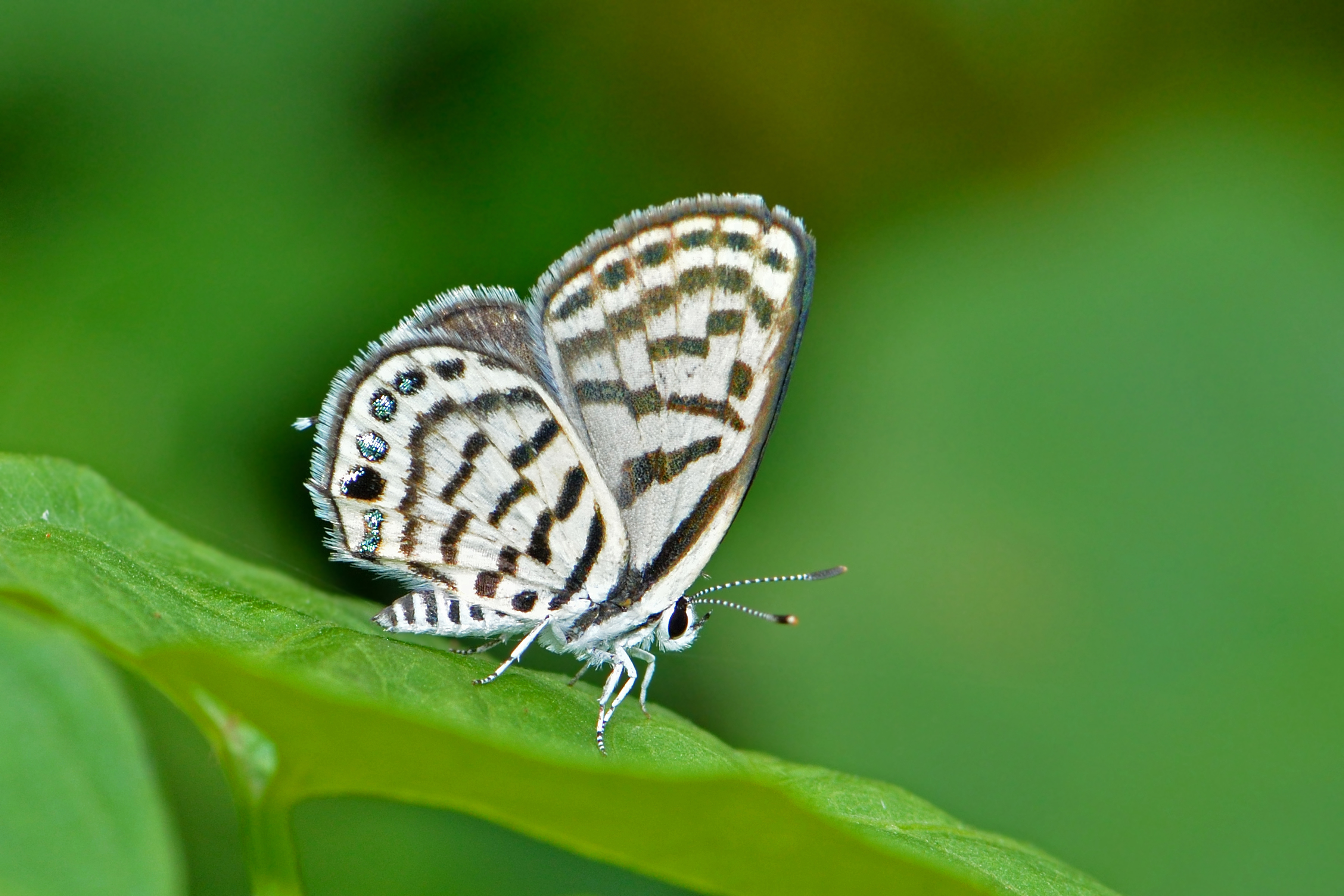
Tarucus venosus
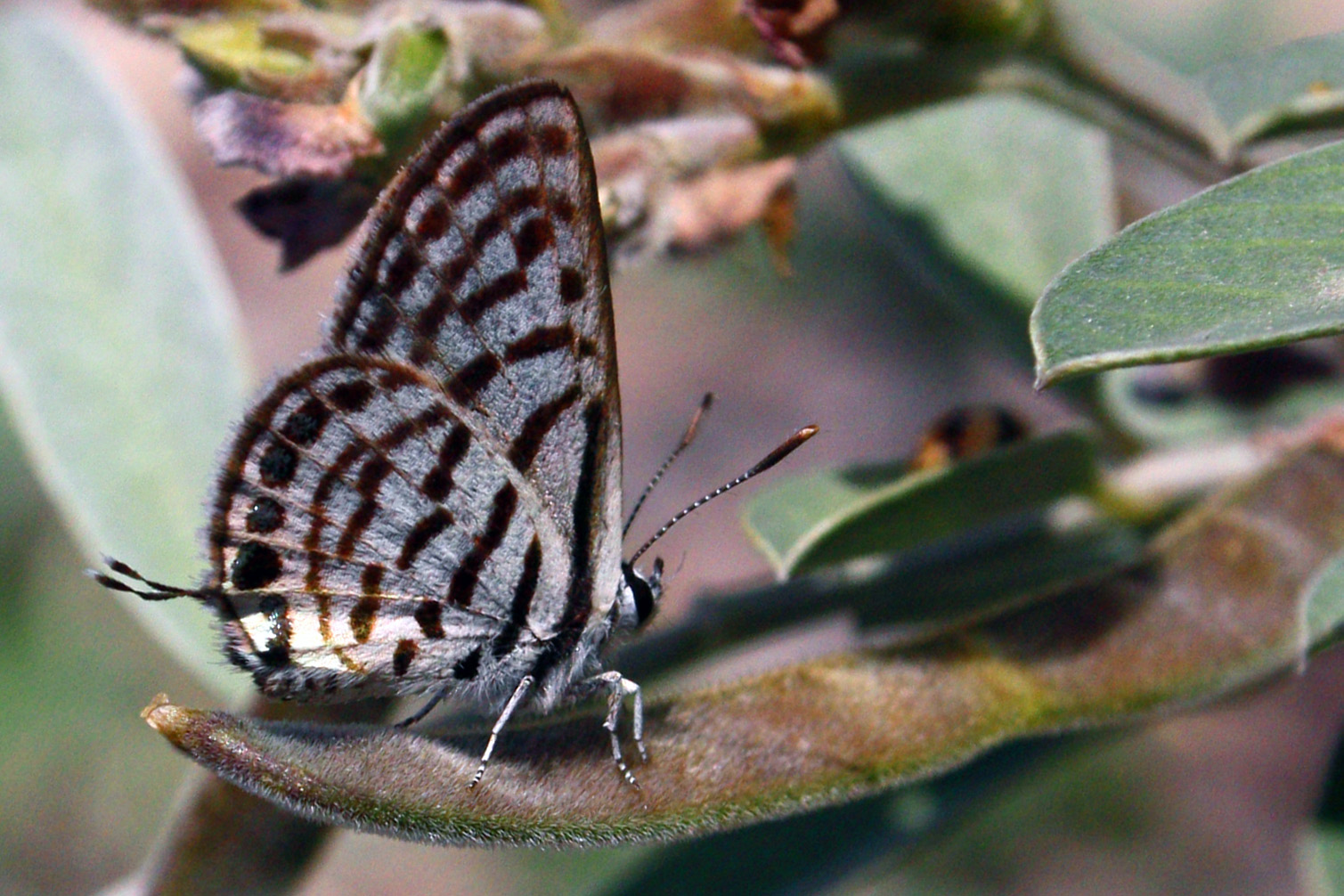
Tarucus rosacea
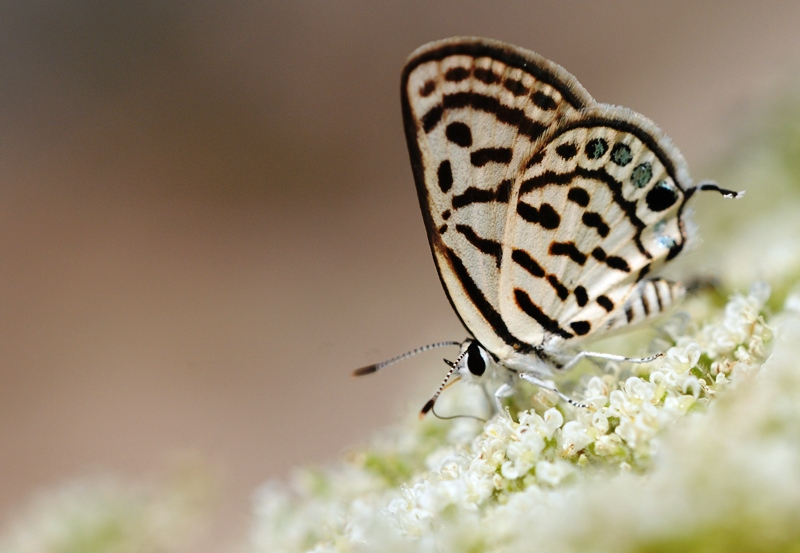
Tarucus balkanica
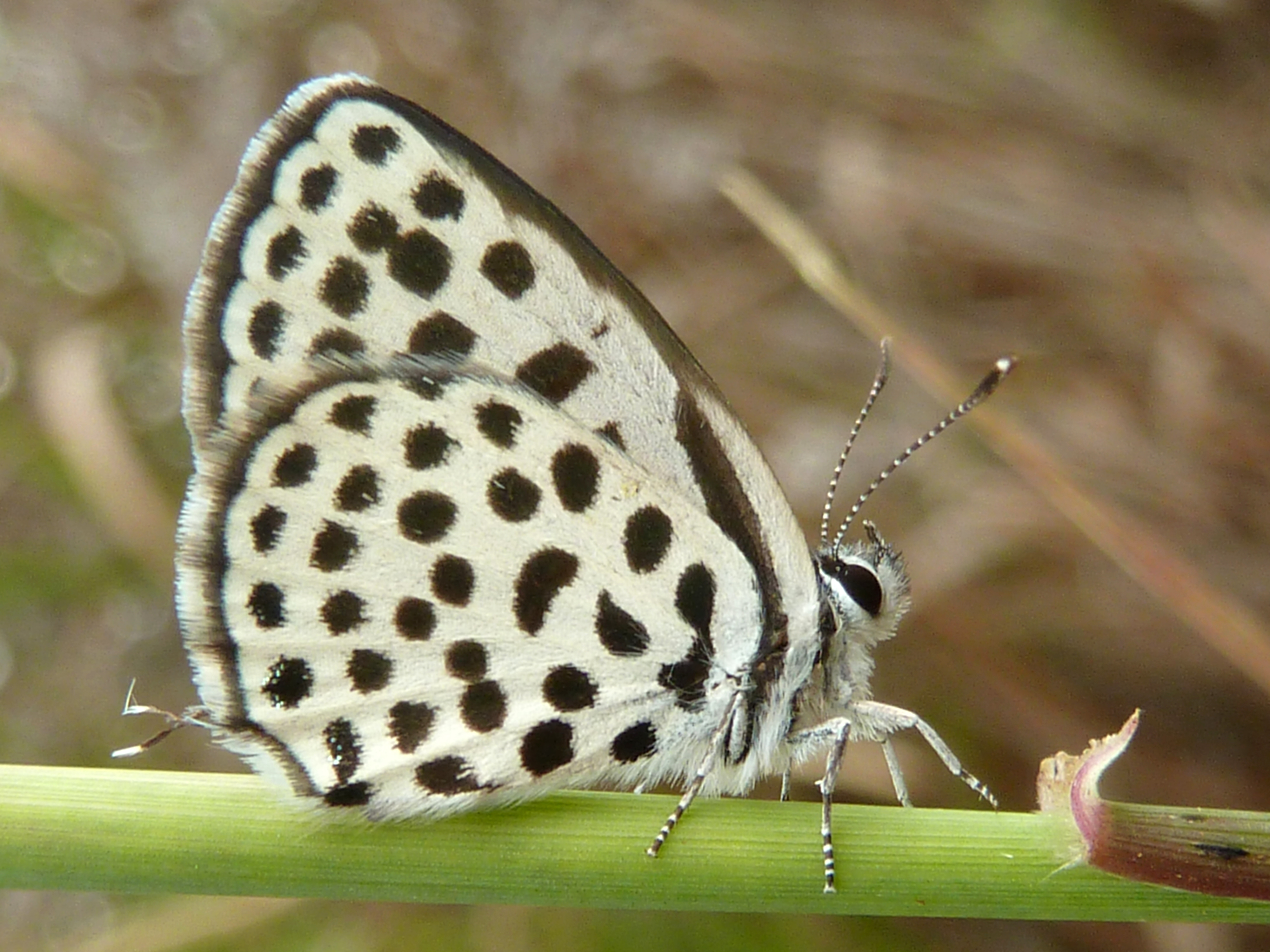
Tarucus sybaris
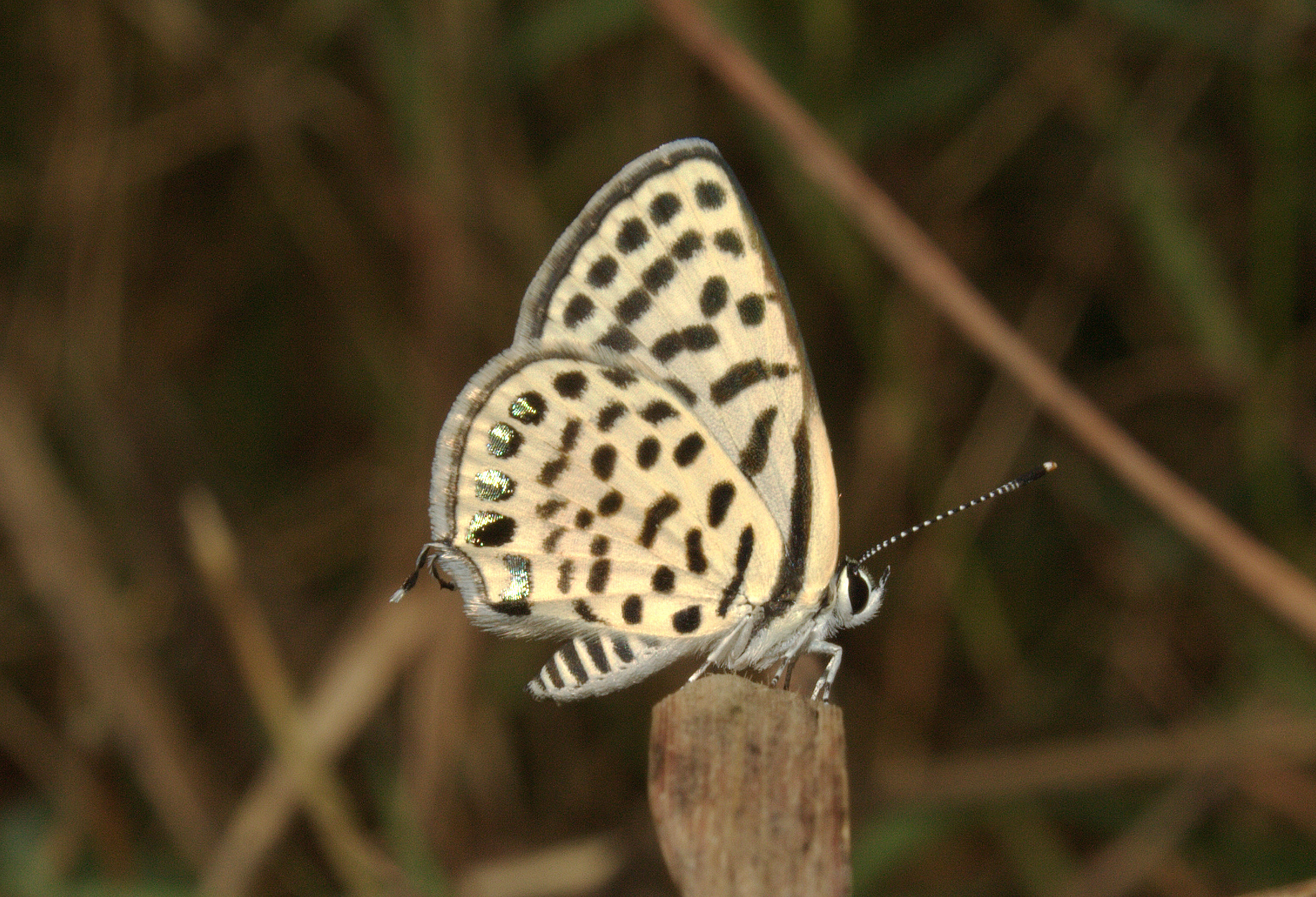
Tarucus callinara
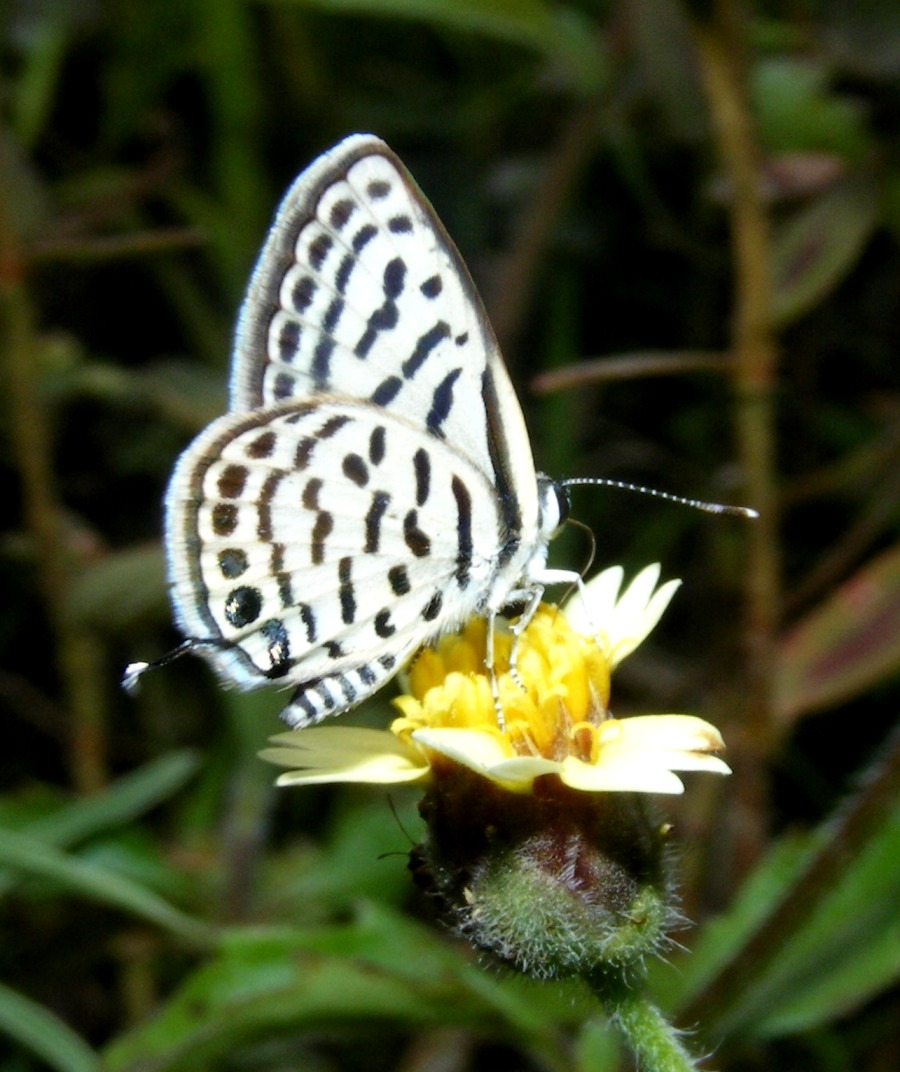
Tarucus extricatus

## Biologie
Les chenilles de la plupart des espèces de Tarucus ont pour plantes hôtes des Ziziphus (les jujubiers) ou des Phylica.

## Noms vernaculaires
Les espèces du genre Tarucus comptent parmi celles appelées Pierrots en anglais, plus précisément Blue Pierrots.